# Quelques-uns d'entre nous
Pour plus de détails, voir Fiche technique et Distribution.
Quelques-uns d'entre nous est un film français réalisé par Clara Bouffartigue et sorti en 2006.

## Synopsis
Quatre Algérois, Malek, Samia, Ghislaine et Mohamed, parlent de leur ville et de leurs vies.

## Fiche technique
- Titre : Quelques-uns d'entre nous
- Réalisation : Clara Bouffartigue
- Scénario : Clara Bouffartigue
- Photographie et son : Clara Bouffartigue
- Montage son : Alexandre Hecker
- Mixage : Philippe Heissler
- Montage : Gwénola Héaulme
- Production : autoproduction
- Pays de production :  France
- Genre : documentaire
- Durée : 70 minutes
- Date de sortie : France - 2006

## Distinctions

### Récompenses
- Grand prix du documentaire au festival Songes d'une nuit DV Saint-Denis 2006[1]

### Sélections
- Festival Traces de vies 2006[2]